# Cohors IV Gallorum (Mauretania Tingitana)

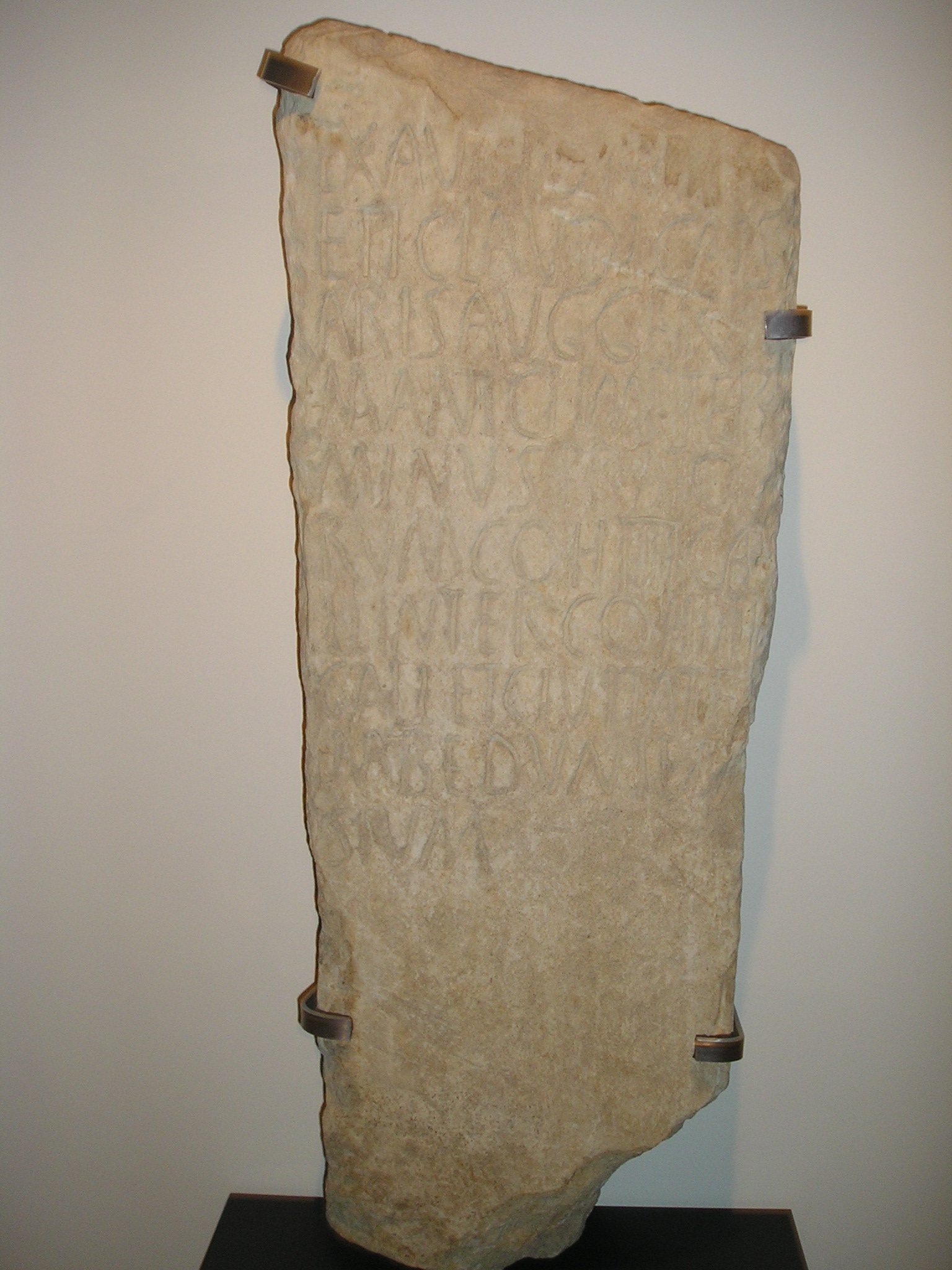
Ein Grenzstein, den die Kohorte in Hispania Tarraconensis errichtete

Die Cohors IV (oder IIII) Gallorum [civium Romanorum] [equitata] (deutsch 4. Kohorte der Gallier [der römischen Bürger] [teilberitten]) war eine römische Auxiliareinheit. Sie ist durch Militärdiplome und Inschriften belegt.

## Namensbestandteile
- Gallorum: der Gallier. Die Soldaten der Kohorte wurden bei Aufstellung der Einheit aus den verschiedenen Stämmen der Gallier auf dem Gebiet der römischen Provinz Gallia Lugdunensis rekrutiert.

- civium Romanorum: der römischen Bürger bzw. mit römischem Bürgerrecht. Den Soldaten der Einheit war das römische Bürgerrecht zu einem bestimmten Zeitpunkt verliehen worden. Für Soldaten, die nach diesem Zeitpunkt in die Einheit aufgenommen wurden, galt dies aber nicht. Sie erhielten das römische Bürgerrecht erst mit ihrem ehrenvollen Abschied (Honesta missio) nach 25 Dienstjahren. Der Zusatz kommt in mehreren Militärdiplomen vor.

- equitata: teilberitten. Die Einheit war ein gemischter Verband aus Infanterie und Kavallerie. Der Zusatz kommt in der Inschrift (CIL 10, 4873) vor.

Da es keine Hinweise auf den Namenszusatz milliaria (1000 Mann) gibt, war die Einheit eine Cohors (quingenaria) equitata. Die Sollstärke der Kohorte lag bei 600 Mann (480 Mann Infanterie und 120 Reiter), bestehend aus 6 Centurien Infanterie mit jeweils 80 Mann sowie 4 Turmae Kavallerie mit jeweils 30 Reitern.

## Geschichte
Die Kohorte war in den Provinzen Hispania Tarraconensis und Mauretania Tingitana (in dieser Reihenfolge) stationiert. Sie ist auf Militärdiplomen für die Jahre 88 bis 161 n. Chr. aufgeführt.
Die Kohorte war um 41/54 n. Chr. in Hispania Tarraconensis stationiert. Möglicherweise in der Regierungszeit von Vespasian (69–79) wurde sie dann nach Mauretania Tingitana verlegt.
Der erste Nachweis der Einheit in Mauretania Tingitana beruht auf einem Diplom, das auf 88 n. Chr. datiert ist. In dem Diplom wird die Kohorte als Teil der Truppen aufgeführt (siehe Römische Streitkräfte in Mauretania), die in der Provinz stationiert waren. Weitere Diplome, die auf 104 bis 161 datiert sind, belegen die Einheit in derselben Provinz.
Der letzte Nachweis der Kohorte in Mauretania Tingitana beruht auf der Inschrift (AE 1989, 911), die auf 222/235 datiert ist.

## Standorte
Standorte der Kohorte in Hispania Tarraconensis waren:
- Soto de la Vega: Grenzsteine (AE 1935, 13, AE 1961, +00345), die die Kohorte errichtet hatte, wurden in Soto de la Vega gefunden.

Standorte der Kohorte in Mauretania Tingitana waren:
- Sidi Kacem: Die Inschriften von Germanus und Valerius Salvianus wurde in Sidi Kacem gefunden.

## Angehörige der Kohorte
Folgende Angehörige der Kohorte sind bekannt:

### Kommandeure
| - [] Pontianus: er wird auf dem Diplom von 131 als Kommandeur der Kohorte genannt. - Q(uintus) Atilius Pescennius Sallustianus (AE 1927, 34) - [V]alerius Salvianus, ein Präfekt (um 222–235) (AE 1989, 911) | - Sex(tus) Pulfennius Salutaris M(arcus) Luccius Valerius Severus, ein Präfekt (um 121/170) (CIL 10, 4873); er war auch Präfekt der Ala I Pannoniorum und Tribun der Cohors I Vindelicorum. |

### Sonstige
| - Ger(manus), ein Reiter (IAM2, 299) - Nigrinus, ein Decurio: das Diplom von 131 wurde für ihn ausgestellt. | - Optatus, ein Decurio (IAM2, 299) |

## Weitere Kohorten mit der BezeichnungCohors IV Gallorum
Es gab noch drei weitere Kohorten mit dieser Bezeichnung:
- die Cohors IV Gallorum (Britannia). Sie ist durch Militärdiplome von 98 bis 178 belegt und war in der Provinz Britannia stationiert.
- die Cohors IV Gallorum (Moesia). Sie ist durch Diplome von 75 bis 153 belegt und war in Moesia inferior, Thracia, Cilicia und Syria stationiert.
- die Cohors IV Gallorum (Raetia). Sie ist durch Diplome von 86 bis 167/168 belegt und war in Raetia stationiert.